# Physoptera punctifemur
Physoptera punctifemur är en tvåvingeart som först beskrevs av Günther Enderlein 1912.  Physoptera punctifemur ingår i släktet Physoptera och familjen puckelflugor. Inga underarter finns listade i Catalogue of Life.